# Inge Kralupper
Inge Kralupper (* 9. Oktober 1966 in Waidhofen an der Thaya; † 3. August 2016) war eine österreichische Managerin im Buchhandel.

## Leben und Werk
Inge Kralupper wurde 1966 in der niederösterreichischen Gemeinde Waidhofen an der Thaya geboren und studierte Handelswissenschaften an der Wirtschaftsuniversität Wien. Während und nach dem Studium arbeitete sie beim Österreichischen Rundfunk (ORF), anschließend war sie als Assistentin der Geschäftsführung bei dem Heidelberger Pressevertrieb ACADEMIA-PRESS angestellt. 1997 wechselte sie zum Hauptverband des österreichischen Buchhandels (HVB); seit dem Folgejahr bis zu ihrem Tod war sie dort als Geschäftsführerin tätig. 2016 starb sie im Alter von 49 Jahren nach kurzer, schwerer Krankheit.
Inge Kralupper hat den österreichischen Buchhandel maßgeblich beeinflusst. So war sie an der Ausarbeitung und der Durchsetzung des österreichischen Buchpreisbindungsgesetzes, der Mitorganisation beim Europäischen Literaturpreis sowie an der Gründung und Etablierung der BUCH WIEN, die 2008 erstmals stattfand, beteiligt. Des Weiteren war sie stark bei der Erhaltung eines starken europäischen Urheberrechts und der Beibehaltung des reduzierten Mehrwertsteuersatzes für Bücher engagiert.